# 42a edició dels Premis Sant Jordi de Cinematografia
La 42a edició dels Premis Sant Jordi de Cinematografia va tenir lloc el 27 d'abril de 1998 als estudis de TVE Catalunya a Sant Cugat del Vallès. Un jurat compost per crítics i periodistes cinematogràfics de Barcelona va decidir mitjançant votació els qui eren els destinataris dels premis Sant Jordi que Ràdio Nacional d'Espanya-Ràdio 4 (RNE) concedeix anualment al cinema espanyol i estranger en els diferents apartats competitius i que en aquesta edició distingien a les pel·lícules estrenades al llarg de l'any 1997. L'alcalde de Sant Cugat del Vallès, Joan Aymerich i Aroca, fou l'encarregat d'entregar els premis per segon any consecutiu.

## Premis Sant Jordi

### Premis competitius
| Categoria                              | Premiat                 | Labor premiada          |
| -------------------------------------- | ----------------------- | ----------------------- |
| Millor pel·lícula espanyola            | Secretos del corazón    | Pel·lícula              |
| Millor actor en pel·lícula espanyola   | Eusebio Poncela         | Martín (Hache).         |
| Millor actriu en pel·lícula espanyola  | Cecilia Roth            | Martín (Hache)          |
| Millor ópera prima                     | Fernando León de Aranoa | Familia                 |
| Millor película estrangera             | L.A. Confidential       | Pel·lícula              |
| Millor actor en película estrangera    | Robert Carlyle          | The Full Monty Ves-te'n |
| Millor actriu en pel·lícula estrangera | Lili Taylor             | The Addiction           |

### Premis honorífics
| Categoria                               | Premiat               | Labor premiada                              |
| --------------------------------------- | --------------------- | ------------------------------------------- |
| Premi a la trajectòria professional     | Joan Francesc de Lasa | Per la seva aportació al fet cinematogràfic |
| Premi a la millor contribució al cinema | Vértigo Films         | Distribuïdora                               |